# یواس‌اس فایف (دی‌دی-۹۹۱)
یواس‌اس فایف (دی‌دی-۹۹۱) (به انگلیسی: USS Fife (DD-991)) یک کشتی بود که طول آن 529 ft (161 m) waterline; 563 ft (172 m) overall بود. این کشتی در سال ۱۹۷۹ ساخته شد.